# Jean Bertholet
Pour les articles homonymes, voir Bertholet.
Pour l’article homonyme, voir Jean Bertholet (colonel).
Compléments
Bertholet est l'auteur d'une monumentale 'Histoire du duché de Luxembourg'
Jean Bertholet, né le 30 décembre 1688 à Vielsalm (actuellement en Belgique) et décédé le 26 février 1755  à Liège, est un prêtre jésuite et historien des Pays-Bas méridionaux, plus précisément de la partie wallonne du duché de Luxembourg.

## Biographie
Bertholet entre dans la Compagnie de Jésus à l’âge de 20 ans et enseigne à Tournai et Namur. Après avoir fait ses études de théologie à Douai, il est ordonné prêtre en 1723. Les prédications qu'il délivre durant une quinzaine d'années ne laissent pas indifférent, mais c’est sa nomination au collège de Luxembourg qui constitue véritablement le tournant de sa vie.

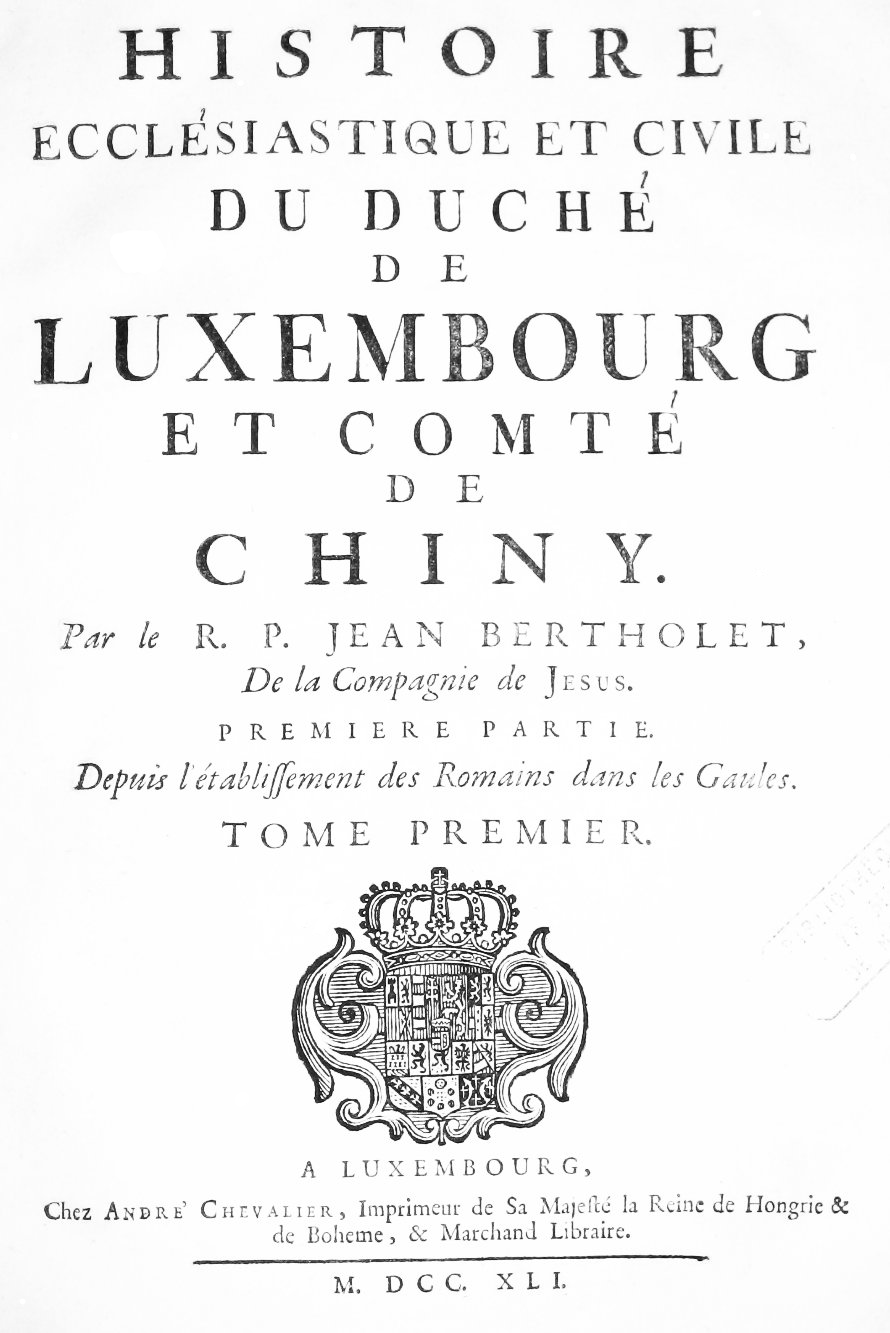
Couverture du tome I

## Historien
Il éprouve un très vif intérêt pour son pays natal et entreprend des recherches sur l'histoire de celui-ci. Il en résulte une histoire monumentale du duché de Luxembourg, l'Histoire ecclésiastique et civile du duché de Luxembourg et du comté de Chiny, originellement publiée en 8 volumes à Luxembourg, de 1741 à 1747.
Par la suite, Bertholet donnera également une Histoire de l’institution de la Fête-Dieu, une étude publiée en 1746 et consacrée, comme le titre l'indique, à la Fête-Dieu, une célébration qui, par son origine, est liée à sainte Julienne de Cornillon et à la ville de Liège.

## Critique
Très tôt après la publication de l'Histoire ecclésiastique et civile du duché de Luxembourg et du comté de Chiny, Bertholet fut vivement critiqué par plusieurs auteurs contemporains, dont l'historien et ex-jésuite Michel Simon qui disait : « [...] il faut avouer, mon cher Père, que vous êtes aussi ignorant dans l'histoire ecclésiastique que dans l'histoire profane [...]». Plus loin, il continuait : « N'êtes vous pas un insigne imposteur [...] ? Vous êtes un véritable plagiaire qui prend effrontément les ouvrages d'autrui pour se les appliquer et s'en attribuer la gloire [...] au lieu de nous éclaircir, vous nous convaincrez plus que jamais de votre ignorance [...] ».
En somme, le reproche était que Bertholet avait écrit son histoire dans le but de fortifier les pouvoirs de l'Ancien Régime et nullement pour donner des éclaircissements sur l'histoire véritable du pays... La critique est injustement sévère. Aujourd'hui l'œuvre de Bertholet est une des sources que tout historien du Luxembourg se doit de consulter

## Reconnaissance
Vielsalm, dans la province belge de Luxembourg, aussi bien que Luxembourg, capitale du Grand-Duché de Luxembourg, ont leur « Rue Jean-Bertholet ».

## Écrits
- Les 8 volumes de l'Histoire ecclésiastique et civile du duché de Luxembourg et du comté de Chiny ont été reproduits par procédé anastatique : Bastogne, Musée en Piconrue, 1997.
- Histoire de l'institution de la Fête-Dieu : avec la vie des bienheureuses Julienne et Eve, toutes deux originaires de Liège, Liège, Barchon et Jacob, 1746, 316 p. (lire en ligne)